# Andreas Heller (Theologe)
Andreas Heller (* 1956) ist ein deutscher katholischer Theologe und Pflegewissenschaftler.

## Leben
Heller studierte Theologie, Philosophie, Soziologie, Neuere Deutsche Literaturwissenschaft, der Gesundheits- und Pflegewissenschaften in Bonn, Würzburg, Passau, Bogota, Manila und Wien. Er erwarb den Magister der Theologie 1980, den Magister der Soziologie 1984, die Promotion 1988 und die Habilitation 1999. Der Ehemann von Birgit Heller und Vater von zwei Töchtern wurde 2007 zum Professor auf den ersten Lehrstuhl für Palliative Care und Organisationsethik in Europa berufen. Er arbeitet seit 1. März 2013 in der Abteilung für Palliative Care und Organisationsethik am Institut für Pastoraltheologie und Pastoralpsychologie der Fakultät für Katholische Theologie an der Karl-Franzens Universität Graz.

## Schriften (Auswahl)
- Zusammenleben von Frau und Mann. Kirche und nichteheliche Lebensgemeinschaften. Hermagoras-Verlag, Wien/Klagenfurt 1989, ISBN 3-85013-157-2 (zugleich Dissertation, Wien 1988).
- Ganzheitliche Lebenspflege. Für ein Miteinander von Krankenpflege und Krankenseelsorge. Patmos-Verlag, Düsseldorf 1989, ISBN 3-491-72222-5.
- als Hrsg. mit Katharina Heimerl und Stein Husebö: Wenn nichts mehr zu machen ist, ist noch viel zu tun. Wie alte Menschen würdig sterben können. Freiburg im Breisgau 2007.